# Le Camping des foutriquets
 Pour plus de détails, voir Fiche technique et Distribution
Le Camping des foutriquets est une comédie pornographique de Yannick Perrin sortie en DVD en 2007. Il s'agit d'un pastiche du film Camping, de Fabien Onteniente, gros succès au box-office français de l'année précédente.

## Synopsis
Comme chaque année à la même époque, Tony Lefèvre, accompagné de sa femme Corinne, fait le voyage de Saint-Ouen en Île-de-France vers Le Camping des foutriquets en Corse, commune de Pignole-les-Bains, afin d'y passer ses vacances. Il y retrouve avec plaisir Castelli, le patron du camping, et Lysa la réceptionniste qui l'attend avec impatience depuis trois jours. Cette année-là, sont également présent trois touristes tchèques, que tout le monde confond d'abord avec des lesbiennes, et un médecin proctologue parisien égaré à bord de sa Lamborghini, avec sa jeune assistante Clarisse, en raison d'une grève des ferries.

## Autour du film
Le Camping des foutriquets a été tourné en Corse chez Gabriel Louchet en septembre 2006. Produit par VCV Communication, la société éditrice de Hot Vidéo, il a nécessité un budget de 120 000 €, chiffre alors inédit pour un film X français des années 2000 (le record est cependant battu l'année suivante par Casino - No Limit produit par Dorcel). Il est sorti en avant première le 5 mars 2007 dans un cinéma de La Défense.

## Fiche technique
- Titre : Le Camping des foutriquets
- Réalisateur : Yannick Perrin
- Directeur de production : Patrick David
- Directeur photo : Serge de Beaurivage
- Musique : Me Majeur
- Production et distribution: VCV Communication
- Durée : 90 min
- Date de sortie : juin 2007
- Pays :  France
- Genre : pornographie

## Distribution
- Vayana : Corinne Lefèvre, femme au foyer et épouse infidèle.
- Tony Carrera : Tony Lefèvre. Grand amateur de pétanque et de badminton, il fait tous les ans le voyage de Saint-Ouen en Île-de-France pour passer ses vacances au camping avec sa femme Corinne.
- HPG : Castelli, le patron du camping.
- Liza Del Sierra : Liza, la réceptionniste.
- Mahé : Émilie, la compagne de Willy.
- William Le Bris : Willy, fêtard et compagnon d'Émilie.
- Chloé Delaure : Justine, jeune écervelée copine de Michael.
- J.P.X. : Michael.
- Melissa Black : première touriste tchèque (blonde).
- Sarah Twain : seconde touriste tchèque (brune).
- Jane Darling : troisième touriste tchèque (blonde).
- Alyson Ray : Mathilde Bazir (pas de scène pornographique).
- Rodolphe Antrim : Rodolphe Bazir, mythomane se faisant passer pour un armateur grec.
- Didier Noisy : Rémi Grumeau, le Belge (pas de scène pornographique).
- Phil Holliday : Philou, le barman.
- Lydia Saint Martin : Sylvie, l'épouse de Rémi Grumeau.
- Cynthia Lavigne : Clarisse.
- Alban Ceray : Gaétan, un proctologue parisien obligé de passer une nuit au camping, en compagnie de sa jeune assistante Clarisse, à cause d'une grève de ferries.

## Voir également
Sur le thème des amours estivales :
- Dans la chaleur de Saint-Tropez (1981), Gérard Kikoïne
- L'Été les petites culottes s'envolent (1984), Michel Leblanc (pseudonyme de Michel Lemoine)

## Récompense
- X Awards 2008 : Meilleur film